# Solenopsis xyloni
Solenopsis xyloni är en myrart som beskrevs av Mccook 1879. Solenopsis xyloni ingår i släktet eldmyror, och familjen myror. Inga underarter finns listade i Catalogue of Life.

## Bildgalleri

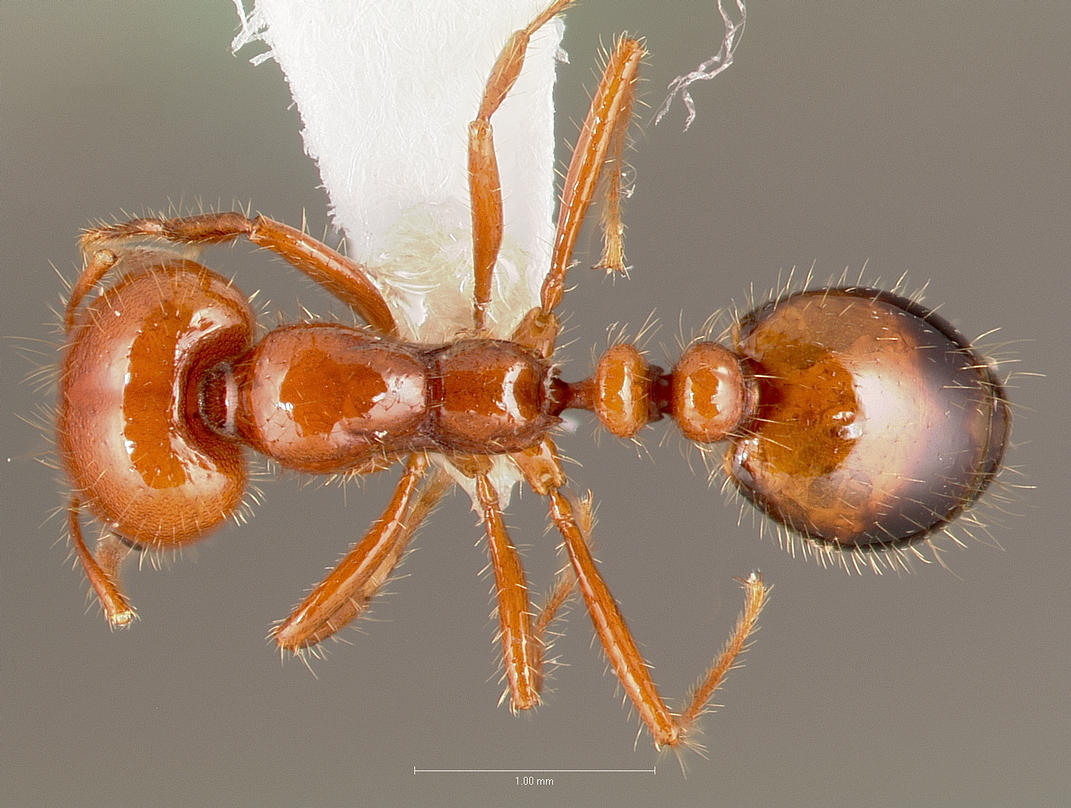
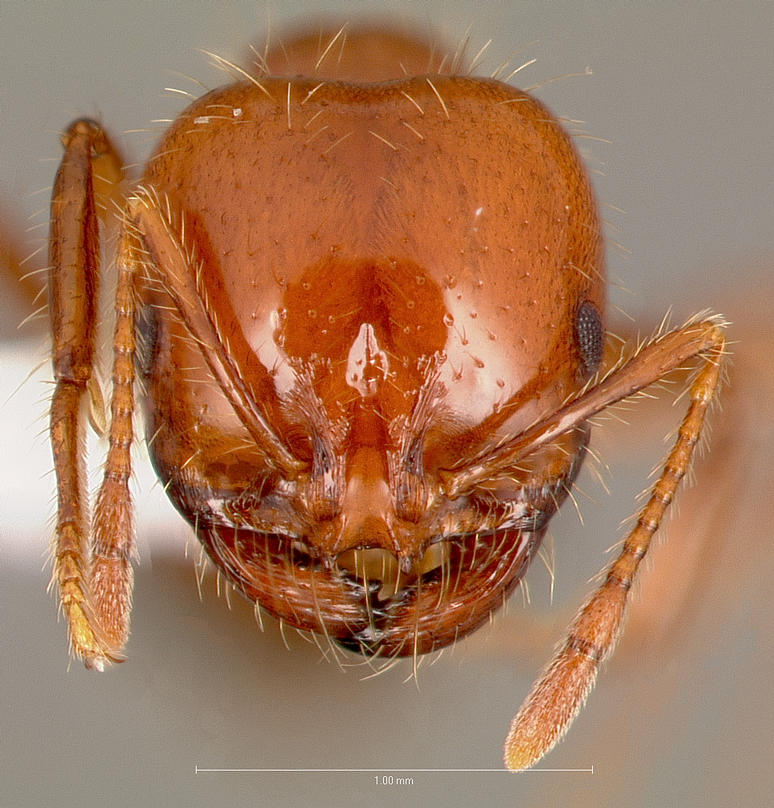
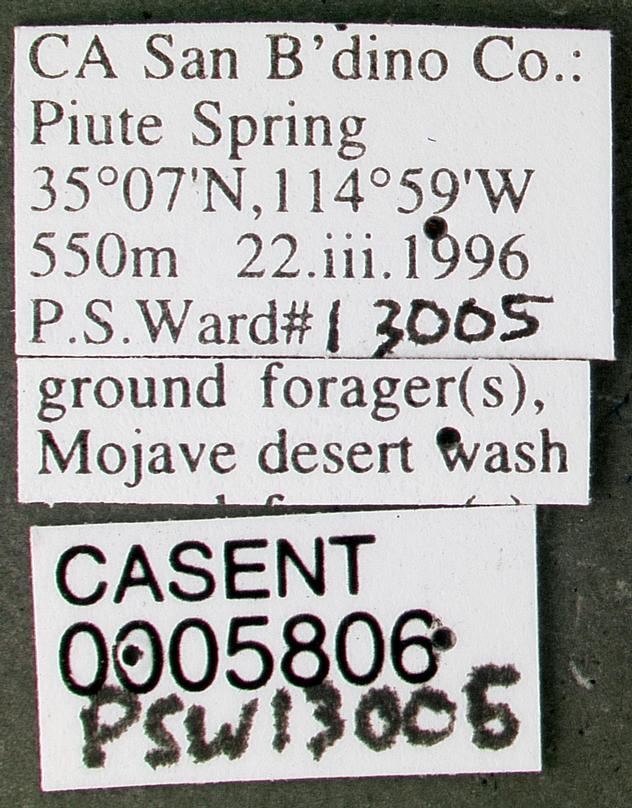
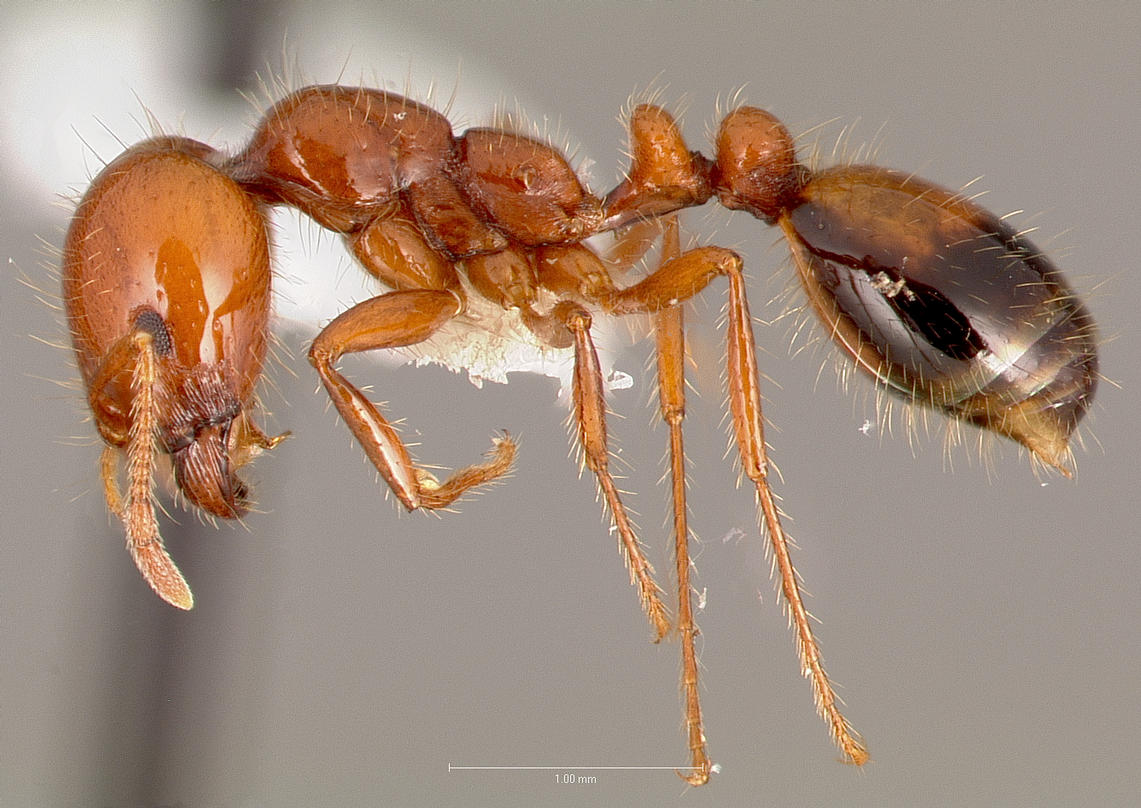
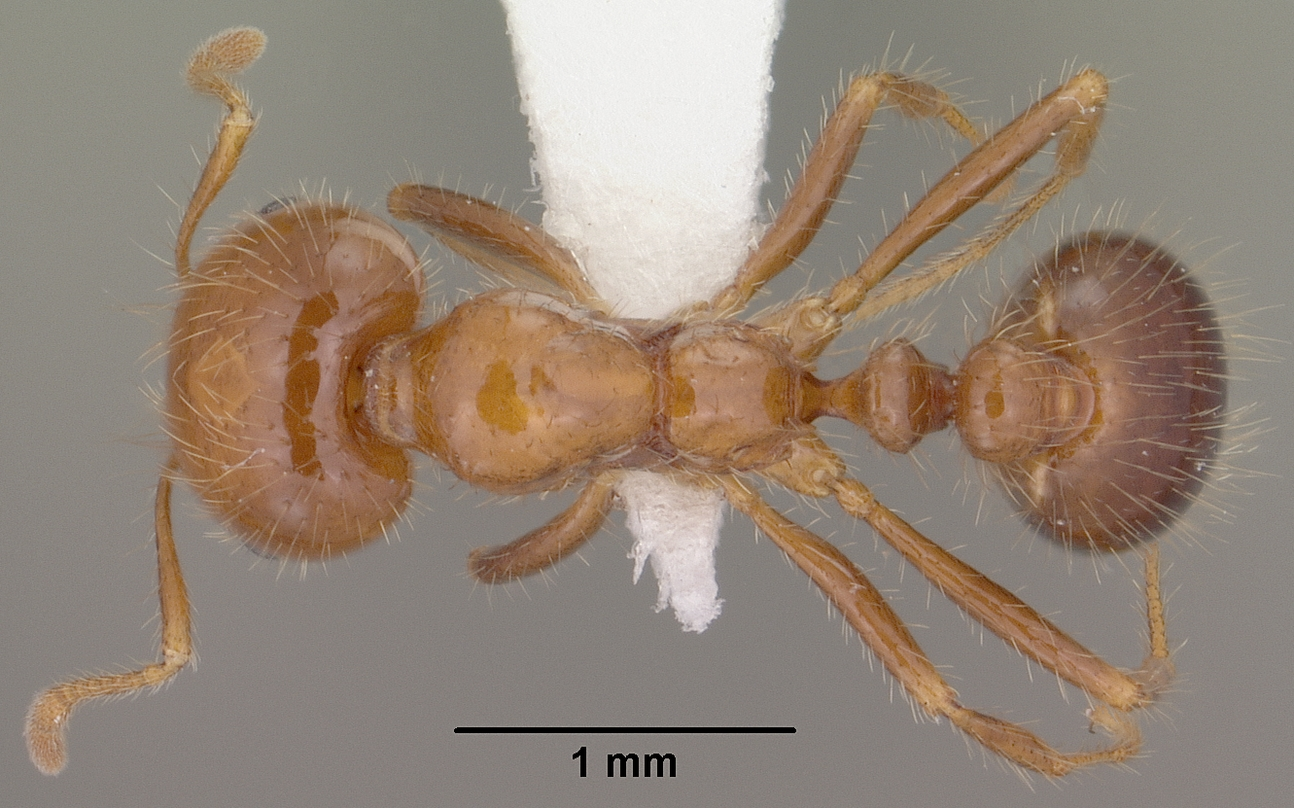
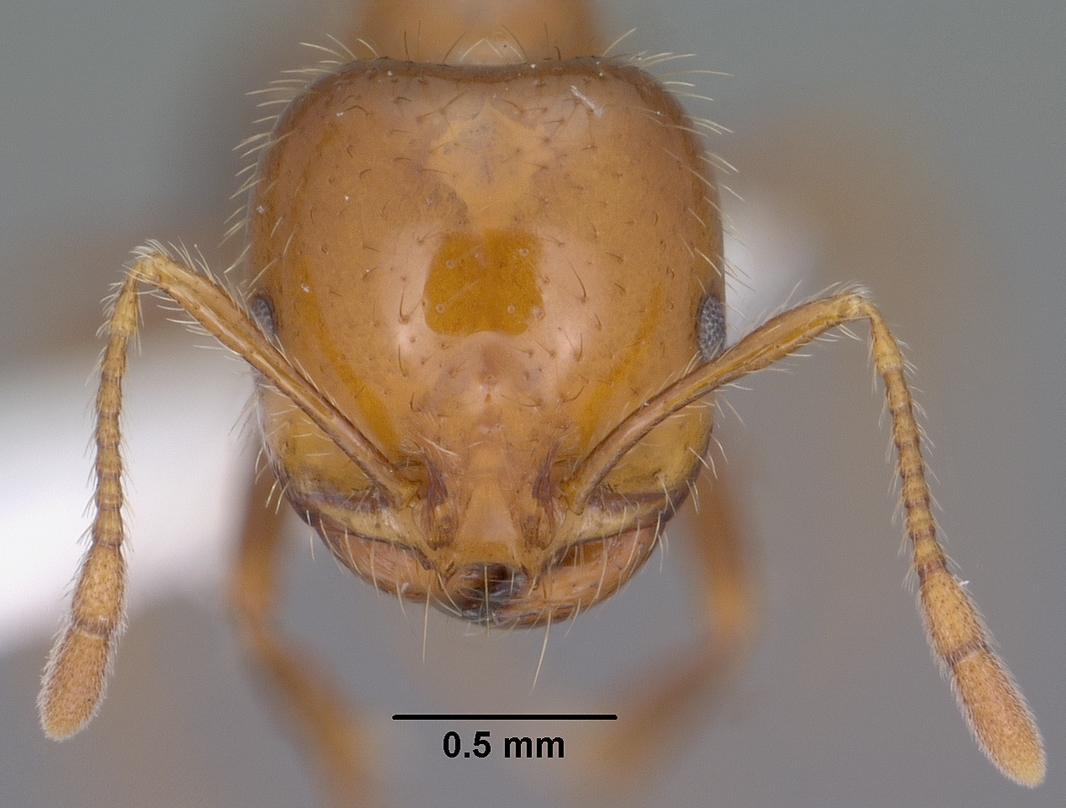